# Banu Ghaniya
Die Banu Ghaniya, arabisch بنو غانية, DMG Banū Ġānīya, oder auch Ghaniyiden, waren eine almoravidische Dynastie, die zwischen 1126 und 1203 auf den Balearen regierte.

## Abstammung
Die Banu Ghaniya, auch Banu Ganiya oder Beni Ghaniya, sind nach Ghaniya benannt, einer Sanhadscha-Berberin und Ehefrau Ali ibn Yusuf al-Masufis, die mit Yusuf ibn Taschfin verwandt war.

## Die Banu Ghaniya auf den Balearen
Die Dynastie der Ghaniyiden auf den Balearen war von Muhammad ibn Ali ibn Ghaniya  – dem Sohn von Ghaniya und Ali ibn Yusuf – im Jahr 1126 begründet worden. Muhammad war ursprünglich almoravidischer Gouverneur auf Mallorca. Zu jener Zeit war das Reich der Almoraviden bereits in einen Verfallsprozess eingetreten, der auch die Besitzungen auf der iberischen Halbinsel betraf und der mit dem Fall von Marrakesch im Jahr 1147 in sein Endstadium getreten war. Zwischen 1147 und 1203 waren die Banu Ghaniya als Erben der Almoraviden gegenüber der erstarkenden Almohadenmacht die letzte Rebellenenklave. Dank der Piraterie durchlebten die Balearen sogar noch einen wirtschaftlich recht erfolgreichen Zeitabschnitt.
Die Dynastie hatte sich zu einer Zeit etabliert, als die Zentralmacht der Almohaden noch nicht gefestigt war. Als der Almohadenkalif in Marrakesch dann eine Flotte entsandte, um die Inseln zu unterwerfen, zog es Muhammad II. vor, einen Vasallenstatus anzunehmen, anstatt die Almohaden zu bekämpfen. Sein Bruder Ali ibn Ishaq ibn Ghaniya setzte jedoch auf Widerstand und es gelang ihm sogar, den Flottenkommandanten der Almohaden gefangen zu setzen. Etwas später ging Ali dann zum Angriff über und startete gegen die Almohaden eine Offensive in Nordafrika, wobei er das gesamte Umfeld des heutigen Tunis besetzen konnte. Während seiner Abwesenheit kam es jedoch auf Mallorca zu einem Christenaufstand und zur Absetzung von Muhammad II. durch Taschfin ibn Ishaq ibn Ghaniya. Aus diesem Grund schickte Ali seinen anderen Bruder Abd Allah ibn Ishaq ibn Ghaniya mit einer Streitmacht zurück auf die Balearen, der sich dann 1187 gegen Taschfin durchsetzte und bis 1203 zum letzten unabhängigen Emir der Inseln werden sollte. Nach 1187 wurde der Druck der Almohaden auf die Balearen immer spürbarer, bis sie schließlich die Inseln im Jahr 1203 ganz besetzt hatten. Nachdem Abd Allah in einer letzten Feldschlacht gefangen genommen und hingerichtet worden war, ernannten die Almohaden unter dem Kalifen Muhammad an-Nasir mit Abd Allah ibn Ta'Allah al-Kumi einen neuen Gouverneur für die Inseln.

## Die Banu Ghaniya in Nordafrika (Maghreb)
Ali, der vierte Emir der Ghaniyiden, führte einen Angriff auf die Vorherrschaft der Almohaden in Nordafrika (Maghreb und Ifrīqiya), wobei er sich mit verschiedenen Araber- und Berberstämmen liierte. Im Jahr 1184 fielen Bejaja und wenig später Algier und Constantine. Auch die gesamte Umgebung von Tunis konnte er an sich reißen, so dass der Abbassidenkalif ihn offiziell als Erben der Almoraviden anerkannte. Nach seinem Ableben im Jahr 1188 folgte ihm sein Bruder Yahya ibn Yaqub ibn Ghaniya, der den Kampf gegen die Almohaden bis zu seinem Tod im Jahr 1233/1234 fortsetzte. Auch wenn Yahya im Jahr 1203 Tunis zurückerobern konnte, so war der Verlust der Balearen im selben Jahr ein tödlicher Rückschlag, der sämtliche Hoffnungen auf ein Zurückdrängen der Almohaden zunichtemachte. Dennoch war der afrikanische Seitenzweig der Ghaniyiden ein nicht zu unterschätzender Faktor für den späteren Zerfall des Ostteils des Almohadenreichs.

## Emire der Ghaniyiden

Stammbaum der Ghaniyidenherrscher

### Auf den Balearen
- Muhammad ibn Ali ibn Ghaniya (1126 bis 1155)
- Ishaq ibn Muhammad ibn Ghaniya (1155 bis 1183)
- Muhammad II. (1183 bis 1184)
- Ali ibn Ishaq ibn Ghaniya (1184 bis 1185) (Bruder von Muhammad II.)
- Muhammad II. (1185 bis 1187)
- Taschfin ibn Ishaq ibn Ghaniya (1187) (Bruder von Muhammad II.)
- Abd Allah ibn Ishaq ibn Ghaniya (1187 bis 1203) (Bruder von Muhammad II.)

### Im Maghreb
- Ali ibn Ishaq ibn Ghaniya (von 1184 bis zu seinem Tod im Jahr 1188; eroberte einen Großteil Ifrīqyias und die Region östlich von Algier)
- Yahya ibn Ishaq ibn Ghaniya (1188 bis 1233): Bruder und Nachfolger Alis; herrschte bis zu seinem Tod im Jahr 1233/1234 über einen Großteil Ifrīqyas.